# International svarkupon
En international svarkupon (fransk: coupon-réponse international, CRI; engelsk: international reply coupon, IRC) er en kupon som kan indløses mod et eller flere frimærker svarende til portoen for et brev af laveste vægtklasse til medlemslande af Verdenspostforeningen.
Internationale svarkuponer blev indført i forbindelse med Verdenspostforeningens kongres i 1906, og benyttes når afsenderen af kuponen ønsker at betale portoen for svarforsendelsen fra udlandet. Internationale svarkuponer købt efter den 1. januar 2002 har påtrykt en sidste gyldighedsdag, og alle medlemslande i Verdenspostforeningen - herunder også Danmark - er forpligtigede til at indløse internationale svarkuponer. Dette kan dog ikke ske på posthusene, men alene ved at sende svarkuponerne til PostNord, Kundelinjen/frimærker, Hedegårdsvej 88, 2300 København S. 
PostNord sælger ikke længere internationale svarkuponer, men kuponer kan købes online fra f.eks. Deutsche Post i Tyskland: https://www.deutschepost.de/de/b/briefe-ins-ausland/internationaler-antwortschein.html